# Узбережжя Волгрін
75°30′ пд. ш. 107°00′ зх. д. / 75.5° пд. ш. 107° зх. д.
Узбережжя Волгрін (75°30′ пд. ш. 107°0′ зх. д.) — це частина узбережжя Антарктиди між мисами Герлахер і мисом Вейт або між Берегом Ейтса на сході та узбережжям Бакутіса на заході. Це частина землі Марі Берд. Вона простягається від 103°24' зх.д. до 114°12' зах.д. Відкрите Річардом Е. Бердом і співробітниками Антарктичної служби США (USAS) під час польотів з корабля USS Bear у лютому 1940 року.
Узбережжя Волгрін Берд назвав на честь Чарльза Р. Волгріна, президента роздрібної компанії Walgreens, яка була спонсором антарктичної експедиції Берда в 1933—1935 роках і допомагала у оснащенні для USAS у 1939—1941 роках. Це узбережжя було детально нанесено на карту Геологічною службою Сполучених Штатів на основі наземних досліджень і аерофотознімків ВМС США, 1959–66.
Він містить льодовик Туейтс, також відомий як «льодовик Судного дня», за його значний внесок у підвищення рівня моря в результаті зміни клімату.

## Інтернет-ресурси
- Walgreen Coast auf geographic.org (englisch)